# 라타샤 콜랜더
라타샤 콜랜더(LaTasha Colander, 1976년 8월 23일 ~ )는 미국의 육상 선수이다.
버지니아주 포츠머스에서 태어난 콜랜더는 2004년 올림픽 선발 시합 100m 챔피언, 2회의 미국 400m 챔피언, 800m 릴레이의 세계 기록 보유자, 1994년 100m 허들의 미국과 세계 주니어 챔피언이다.
그녀는 2000년 시드니 올림픽에서 1600m 릴레이 금메달을 획득하였으나, 이 메달이 동료 선수 매리언 존스에 의한 도핑 실증으로 인하여 박탈되었다. 콜랜더와 시드니 올림픽 팀의 다른 6명의 일원들은 2010년 7월에 그들의 메달들을 박탈하는 IOC의 결정을 성공적으로 호소하려 했다.
그녀는 노스캐롤라이나 대학교 채플힐을 졸업하였고, 사두근 부상으로 인하여 2001년 세계 육상 선수권 대회를 놓쳤다. 그녀는 2회의 국내 챔피언이 되는 데 주니어 허들에서 400m로 전향하였다. 2003년에는 100m에 집중하여 다시 종목을 바꾼 그녀는 이듬해 미국 올림픽 시합을 우승하였다.
콜랜더는 교육, 스포츠와 영성을 통하여 어린이, 가족과 세계를 튼튼히 하는 선교와 함께한 LC 보배 재단을 설립하였다.
2005년 세계 육상 선수권 대회에서 200m 5위를 하였다.
2014년 버지니아주 스포츠 명예의 전당에 헌액되었다.